# Reggie Stephens
(en) Statistiques sur pro-football-reference
Reginald Stephens dit Reggie Stephens (né le 28 août 1987 à Dallas) est un joueur américain de football américain.

## Enfance
Stephens est élève à la Jesuit College Preparatory High School de Dallas.

## Carrière

### Université
Il entre ensuite à l'université d'État de l'Iowa, jouant avec l'équipe universitaire de l'école, les Cyclones. Il décide lors de la saison 2009 d'inscrire son nom pour le draft de la NFL de la saison suivante.

### Professionnel
Reggie Stephens est sélectionné au septième tour du draft de la NFL de 2010 par les Bengals de Cincinnati au 228e choix. Il ne dispute aucun match en professionnel lors de cette saison 2010. Il est libéré le 4 septembre 2011. Stephens retrouve un poste, chez les Bears de Chicago.
Il retourne à Cincinnati mais n'y reste pas longtemps. Le 6 janvier 2012, il signe avec les Bears de Chicago pour être le remplaçant de Roberto Garza mais ne parvient pas à jouer son premier match en professionnel. Il est libéré le 14 mai, durant le camp d'entraînement. Reggie Stephens rejoint les Bills de Buffalo mais ne se voit pas confier du temps de jeu et quitte l'équipe. Le 19 décembre 2012, il signe avec l'équipe d'entraînement des Bears de Chicago avant d'être appelé par l'équipe d'entraînement des Ravens de Baltimore le 8 janvier 2013.